# Acidon paradoxa
Acidon paradoxa là một loài bướm đêm trong họ Erebidae.